# Ворнер Бакстер
Ворнер Бакстер (енгл. Warner Baxter) био је амерички глумац рођен 29. марта 1889. године у Коламбусу (Охајо), а преминуо 7. маја 1951. године у Беверли Хилсу (Калифорнија). Добитник је другог по реду Оскара за најбољег главног глумца за улогу у филму У старој Аризони.